# 尺犊镇
尺犊镇，是中华人民共和国西藏自治区昌都市丁青县下辖的一个乡镇级行政单位。

## 行政区划
尺犊镇下辖以下地区：
上依村、俄列村、玛色村、索果村、乌巴村、瓦河村、巴格村、巴登村、汝桑村、瓦巴村和迪巴村。